# Yngve Strömberg
Yngve Conrad Strömberg, född 2 juli 1916 i Umeå stadsförsamling i Västerbottens län, död 25 maj 2004 i Lidingö församling i Stockholms län, var en svensk civilingenjör.
Strömberg var son till grosshandlaren Conrad Strömberg och Lovisa Söderberg. Efter studentexamen i hemstaden Umeå 1935 gick han på Kungliga Tekniska Högskolan (KTH) där han tog civilingenjörsexamen 1945.
Yngve Strömberg blev anställd hos Ingenjörsfirman Pehr Engwall AB i Stockholm 1945 och kom till AB Svenska Shell 1951, där han blev avdelningschef för kemiska avdelningen 1955 och försäljningsdirektör för kemiska avsnittet på företaget 1964. Han skrev tekniska uppsatser som publicerades i facktidskrifter och uppslagsverk.
Han var 1945–1949 gift med konstnären Sara-Lisa Ryd (1918–1968), dotter till konstnären Carl Ryd, och från 1951 med Inga Nylund (1920–1988), dotter till Albin Nylund och Svea Andersson.
Yngve Strömberg är begravd på Lidingö kyrkogård.